# (773) Irmintraud
(773) Irmintraud est un astéroïde de la ceinture principale découvert le 22 décembre 1913 par l'astronome allemand Franz Kaiser.
Sa désignation provisoire était 1913 TV.